# استرلینگ نایت
استرلینگ نایت (انگلیسی: Sterling Sandmann Knight؛ زاده ۵ مارس ۱۹۸۹) یک موسیقی‌دان و هنرپیشه اهل ایالات متحده آمریکا است.

## گزیده فیلمشناسی
از فیلم‌ها یا برنامه‌های تلویزیونی که وی در آن نقش داشته‌است می‌توان به آثار زیر اشاره کرد.
- دوباره ۱۷ (۲۰۰۹)
- جوگیر (فیلم ۲۰۱۰) (۲۰۱۰)
- ماپت‌ها (۲۰۱۱)
- مردی از زمین: هولوسن (۲۰۱۷)
- هانا مونتانا (۲۰۰۷)
- آناتومی گری (مجموعه تلویزیونی) (۲۰۰۸)
- تلاش سخت (۲۰۰۹)